# صلاح العتيقي
الدكتور صلاح عبد اللطيف عبد الله العتيقي (1941 - 22 مارس 2020) من مواليد دولة الكويت، نائب سابق شارك في الانتخابات البرلمانية السادسة عشر 2012 في تاريخ الكويت، والتي أجريت في يوم 1 ديسمبر 2012، وفاز بعضوية مجلس الامة الكويتي ( ديسمبر 2012 ) المبطل بحكم المحكمة الدستورية، عن الدائرة الثانية بعدد اصوات (910) وحصل علي المركز العاشر. تُوفي صلاح العتيقي بعد مسيرة طويلة في الطب والسياسة والصحافة عن عمر ناهز الـ79 عامًا.

## السيرة الذاتية
- حاصل علي بكالوريوس الطب والجراحة.[4]
- حاصل على الماجستير في الصحة العامة من جامعة هارفرد.
- لسانس حقوق من جامعة الاسكندرية.
- عمل طبيبا في وزارة الصحة.
- شعل منصب مدير منطقة الصباح الصحية.
- شغل مدير منطقة العدان الصحية.
- أمين عام اتحاد الاطباء العرب.
- رئيس الجمعية الطبية الكويتية لمدة 7 سنوات.
- رئيس بعثة الحج لمدة 5 سنوات.
- عضو الأمانة العامة للطب الإسلامي.
- عضو مجلس إدارة مؤسسة التأمينات الاجتماعية.
- عضو مجلس إدارة مؤسسة الكويت للتقدم العلمي.
- له العديد من المؤلفات العلمية.
- كما اجتاز وشارك في الكثير من الدورات والدراسات والعلمية.

## مواقفه في مجلس الأمة
| الكتل                                          | مستقل     |
| اللجان                                         | المستقلون |
| إحالة استجواب احمد الحمود إلى التشريعية (2013) | موافق     |
| المداولة الأولى لإسقاط الفوائد (2013)          | غير موافق |
| التصويت على مرسوم الصوت الواحد (2013)          | موافق     |
| تأجيل استجواب الأذينة (2013)                   | غير موافق |
| قانون مكافحة الإرهاب وغسل الأموال (2013)       | غير موجود |